# C-46 (航空機)
C-46 コマンドー
飛行するC-46A-CU 41-5180号機
(USAAF、1942年撮影)
- 用途：輸送機
- 分類：輸送機
- 設計者：ジョージ・オーガスタス・ペイジ・ジュニア(George Augustus Page Jr.)[1]
- 製造者：カーチス・ライト社[2]
- 運用者

  -  アメリカ合衆国（陸軍航空軍、海兵隊、海軍）
  -  日本（航空自衛隊）
  -  中華民国（中華民国空軍）
- 初飛行：1940年3月26日[2]
- 生産数：3,181機[2]
- 運用開始：1941年
- 運用状況：退役（民間機としては現役）

C-46 コマンドー（Curtiss C-46 Commando ）は、アメリカのカーチス・ライト社が開発し、アメリカ陸軍航空軍などで運用された輸送機。
愛称の「コマンドー (Commando)」は、連合国軍の特別奇襲部隊のこと。

## 概要
史上最大のピストンエンジン双発機である。原型機はダグラス DC-3に対抗するためにカーチスが開発した旅客機CW-20で、DC-3に対し客室の容量を40%ほど大きくした太い胴体にして36座席の旅客数で上回るという計画であった。そのため重量は45%ほど増加した。客室を与圧することも考慮して胴体の断面構造はダルマ型にされたが、与圧装置が装備されることはなかった。また、試作型CW-20Tは双尾翼の機体であったが、低速飛行時に不調であることが判明し、すぐに単一の尾翼に改められている。設計にかなり長期間を要したため、登場した頃には既にDC-3が市場を独占しており、旅客機としての確定発注は1機も得られなかったが、大きい客室容量はアメリカ陸軍の興味をひき、軍用輸送機C-46として採用された。C-46はエンジンに強力なR-2800「ダブル・ワスプ」が採用され、客室窓が少なくなった点以外はCW-20とほとんど変わらない機体だった。後に追加された貨物扉とその床面には地上で水平になるように傾斜が付けられ、貨物の積み込み作業に支障をきたさないようになっている。

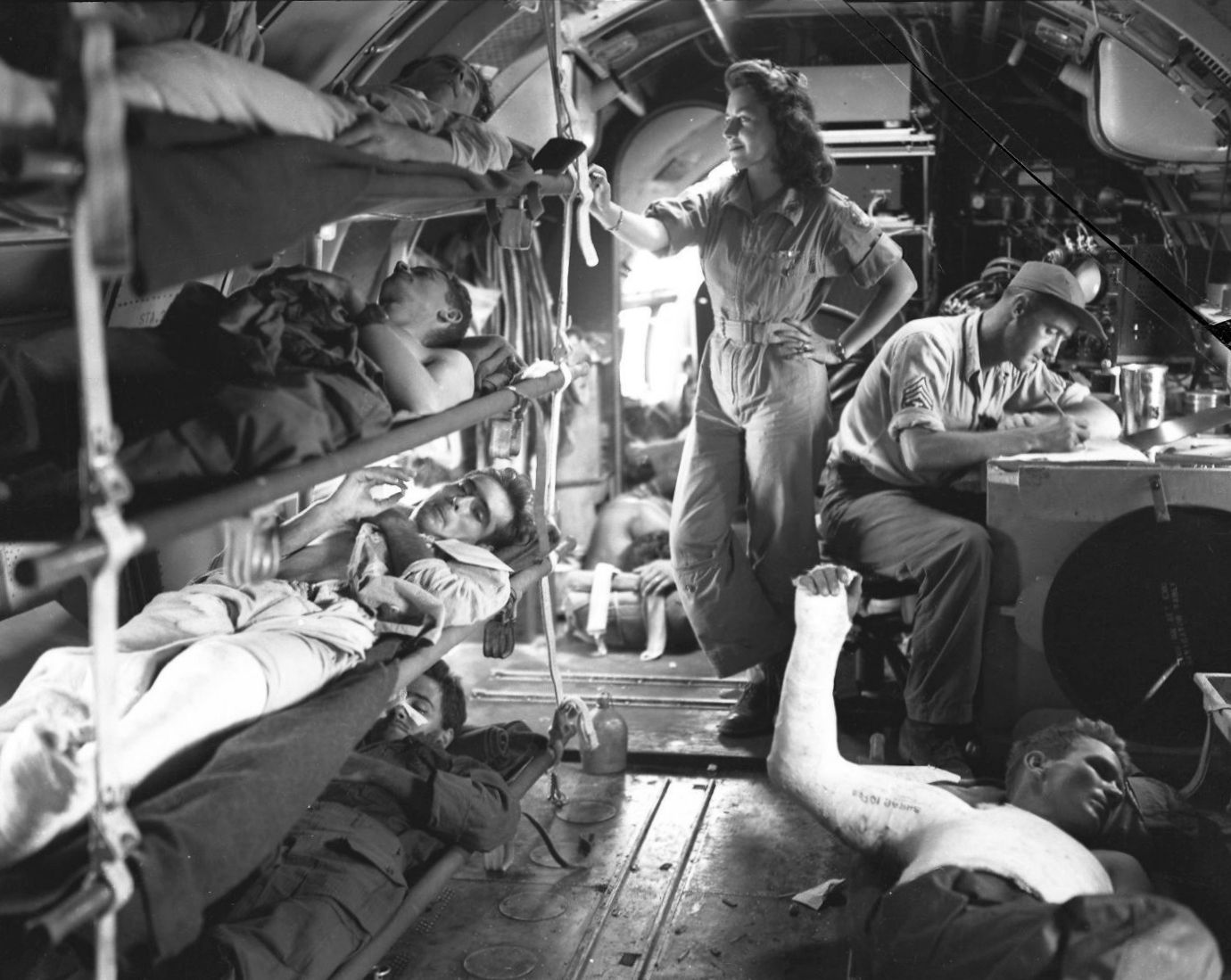
マニラから撤退する負傷兵を載せたC-46の機内（1945年）

第二次世界大戦では3,000機以上が生産されて、DC-3の軍用型C-47と共にアメリカ軍の輸送機の主力となった。アメリカ海兵隊にもR5Cの名称で採用されている。C-47に比べると、2,000馬力級の強力なエンジンを積んでいるため、性能は勝っていたが、一方で機体側、特に電気系統の故障率が高かったとも言われている。
ATC（航空輸送コマンド）が1942年6月に編成され輸送任務の需要が急増すると、大出力エンジンを装備するC-46が前線の山岳地帯や南大西洋横断に投入されるようになった。中でも、大日本帝国陸軍に対峙すべくイギリス領インドのアッサムからヒマラヤ山脈を越えて中華民国の昆明に物資を輸送する「ハンプ超え」が特筆される活躍であった。高さ7,000m級の山々を飛び越える輸送ルートは、与圧キャビンや排気タービンを持たない輸送機には苦難の連続だったが、C-47とともにこの作戦を成功させた。
第二次世界大戦後も朝鮮戦争で運用されたほか、ベルリン封鎖時の空輸作戦やベトナム戦争初期にも使用された。同盟国の航空自衛隊や中華民国（台湾）空軍などの軍へ供与されただけでなく、民間にも多くが払い下げられており、北米や中米、南米の民間航空会社では、現在でも少数が貨物輸送に使用されている。

## バリエーション

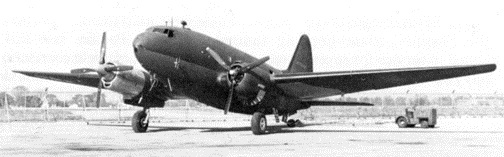
XC-113

CW-20T
試作型で、垂直尾翼は双尾翼式。エンジンはライト R-2600を搭載。

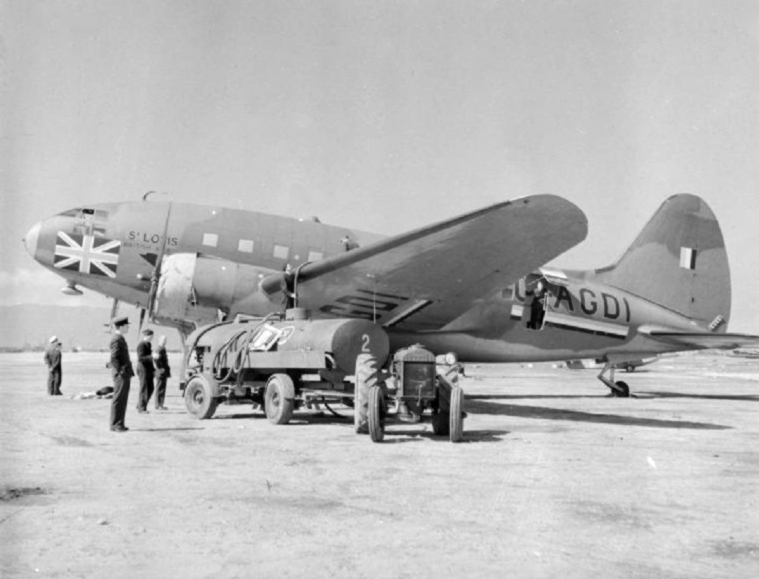
CW-20A
単一の尾翼に改めた試作機。C-55の名称でアメリカ陸軍が評価試験を行い、カーチス・ライト社に戻された後BOACに売却された。
CW-20
民間型。
C-46
最初の軍用型。R-2800-43エンジンを搭載。
C-46A
後部胴体左側に大型の貨物扉を設け床面を強化、エンジンをR-2800-51に強化し高高度性能を改善。
XC-46B
段差付き風防の設計評価に用いられたC-46A。エンジンはR-2800-34W。社内名称CW-20B-1。
XC-46C
右エンジンナセルにゼネラル・エレクトリック製TG-100ターボプロップエンジンを搭載した試験機。後にXC-113に改称。社内名称CW-20G。
C-46D
胴体後部に乗降扉を追加した人員輸送型。社内名称CW-20B-2。
C-46E
C-46Aと同じ扉配置で、XC-46Bと同じ段差付き風防を装備した汎用輸送型。社内名称CW-20B-3。
C-46F
胴体両側に扉を備え、主翼端を四角く切り落とした。社内名称CW-20B-4。
C-46G
段差付き風防と切り落とした翼端の両方を採用。社内名称CW-20B-5。
AC-46K
ライト R-3350-BDエンジン搭載型として計画。社内名称CW-20E。
XC-46L
R-3350エンジンを搭載した試験機。社内名称CW-20H。
R5C-1
アメリカ海兵隊向けのC-46A。

## 採用国
- アルゼンチン
- ボリビア
- ブラジル
- 中華民国（台湾）
- 中華人民共和国
- コロンビア
- キューバ
- ドミニカ共和国
- エクアドル
- エジプト
- ハイチ
- ホンジュラス
- イスラエル
- 韓国
- ラオス王国
- メキシコ
- ペルー
- ソビエト連邦
- アメリカ合衆国

### 日本での運用

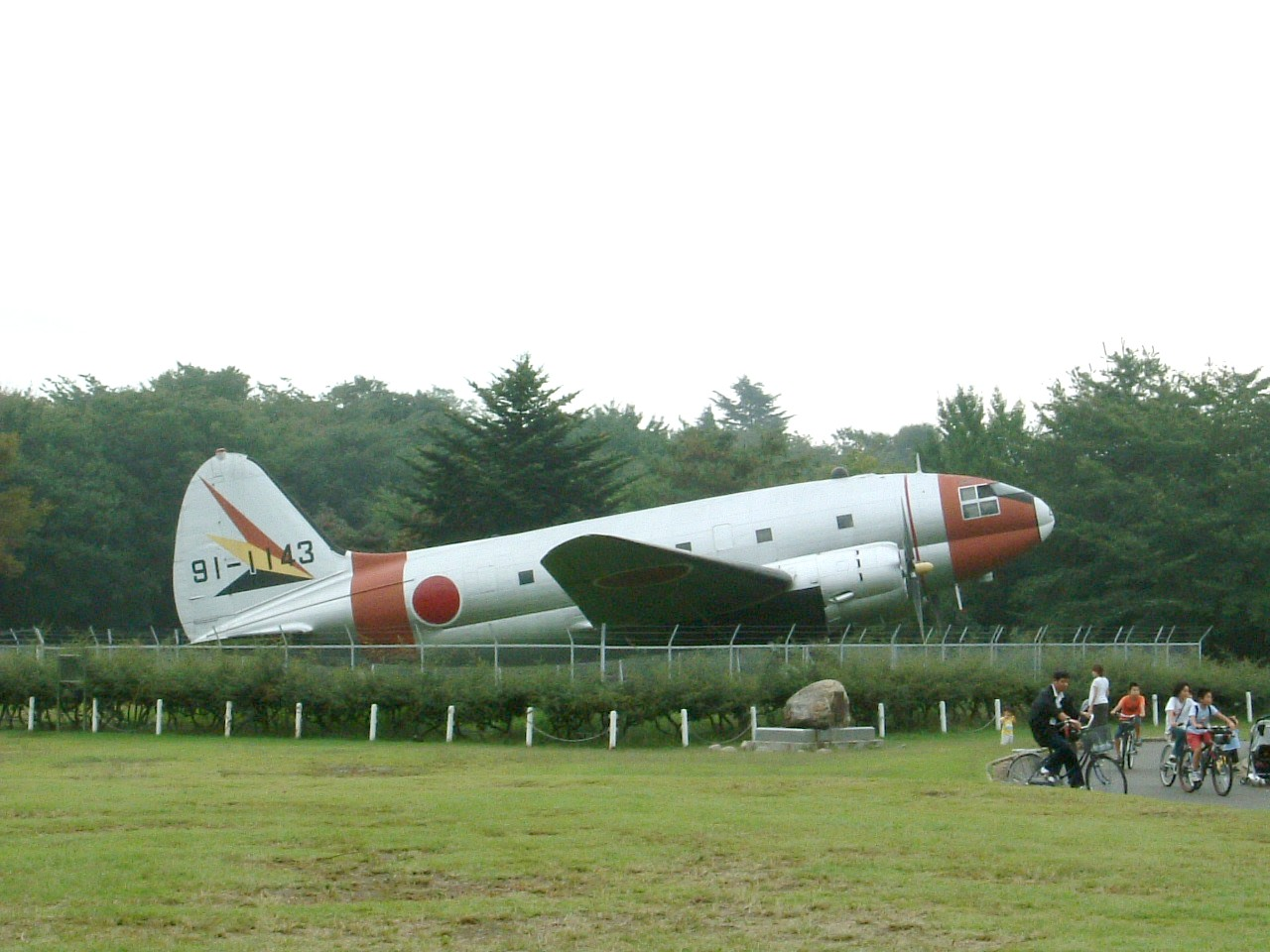
所沢航空記念公園のC-46A

日本では1954年にC-46Dが航空自衛隊へ36機供与され、愛称「天馬（公式愛称）」「空のデゴイチ」と呼ばれ重宝された。飛行点検隊でフライトチェック機としても使用されたほか、独自の派生型として初の国産電子戦機材J/ALQ-1を搭載し電子戦訓練機としたEC-46Dや、F-86Dのレドームを機首に装備した飛行試験機C-46D FTBも存在した。陸上自衛隊の訓練にも協力しており、初期の第1空挺団の降下訓練に使用されている。1962年（昭和37年）には、損耗補充のため台湾空軍から廃棄予定の12機（C-46A 9機、C-46D 3機）を安価で購入。部品取りのための購入だったが、予想以上に状態が良かったため、整備してそのまま使用した。1978年まで使用され、日本で退役した際に供与分の残存機体はアメリカへ返納され、払い下げを受けた民間業者の手で千島経由、米本土へ帰還しており、その一部はカナダなどで現役である。
自衛隊で使用されたC-46は所沢航空記念公園、航空自衛隊入間基地、航空自衛隊浜松広報館（エアーパーク）、航空自衛隊岐阜基地、航空自衛隊美保基地、山梨県の河口湖自動車博物館などで野外展示されている。また、エンジン（R-2800）は航空科学博物館で展示されている。

## 要目 (C-46A)
- 乗員：4名
- 全幅：32.91m
- 全長：23.26m
- 全高：6.62m
- 翼面積：126.34m2
- 空虚重量：13,608kg
- 最大離陸重量：20,412kg
- ペイロード：兵士40名、貨物6,800kg
- エンジン：P&W R-2800-51ダブル・ワスプ18気筒星型エンジン (2,000馬力)×2
- 巡航速度：278km/h
- 最大速度：435km/h（高度15,000ft）
- 航続距離：5,069km（巡航速度時）
- 実用上昇限度：7,470m

## 登場作品

### テレビ・映画
『ウルトラセブン』
第18話「空間X脱出」に登場。ウルトラ警備隊がスカイダイビングの訓練用に使用する。
『モスラ』
日本へ向け洋上を泳ぐモスラに対し、燃料の入ったドラム缶を多数投下。そのドラム缶をF-86が攻撃して周辺海域を炎上させ、モスラを攻撃する。実際のC-46にはない爆弾倉扉が機体下部に設置されている。
『モスラ対ゴジラ』
B作戦時に登場し、ゴジラに対して爆撃を行う。上記の『モスラ』と同じく実機には無い爆弾倉扉が設置されている。

### アニメ・漫画
『砂とスコッチ』
『戦場まんがシリーズ』の一編。北アフリカ戦線で不時着した機体の残骸を集め、急造の砦を作る。

### 小説・ライトノベル
『ステラエアサービス』　ISBN 978-4049133271
劇中で民間貨物機として使用されている。
『征途』
M61ヴァルカン砲やブローニングM2重機関銃を複数搭載して地上制圧機に改造された本機が「AC46J」の名称で登場。ベトナム戦争に派遣された航空自衛隊機として対地掃射に用いられており、その圧倒的火力から味方の自衛官らに「ラドン」と呼ばれている。